# Lexus SC
De Lexus SC is een GT uit het topklassesegment van de Japanse autofabrikant Lexus, de luxedivisie van Toyota. De SC werd van 1991 tot 2010 geproduceerd. De naam SC is een afkorting van Sport Coupé.
De eerste generatie, die tot medio 2000 gebouwd werd, was een tweedeurs coupé uit de topklasse. De tweede generatie was een cabriolet met een stalen vouwdak.

## Eerste generatie
De Lexus SC (Z30) werd van modeljaar 1992 tot 2000 verkocht. De SC 400 heeft een 294 pk sterke V8-motor van 4,0 liter. De SC 300 heeft een 228 pk sterke 6-in-lijn benzinemotor van 3,0 liter. Beide zijn voorzien van een vijftraps automatische versnellingsbak.
De eerste generatie was niet beschikbaar in Europa.

## Tweede generatie
De Lexus SC 430 (Z40) werd van modeljaar 2001 tot 2010 verkocht. Bij zijn introductie had SC 430 een 305 pk sterke V8-motor van 4,3 liter, gekoppeld aan een vijftraps automatische versnellingsbak. In 2006 kreeg de wagen een facelift, waarbij de 4,3 liter V8-motor voortaan 286 pk leverde en gekoppeld was aan een zestraps automatische versnellingsbak.
In 2008 raakte bekend dat er wegens tegenvallende verkoopcijfers geen derde generatie van de SC zou komen. De productie van de SC werd gestopt in 2010. Pas in 2017 kreeg de SC een opvolger met de Lexus LC.

## Fotogalerij

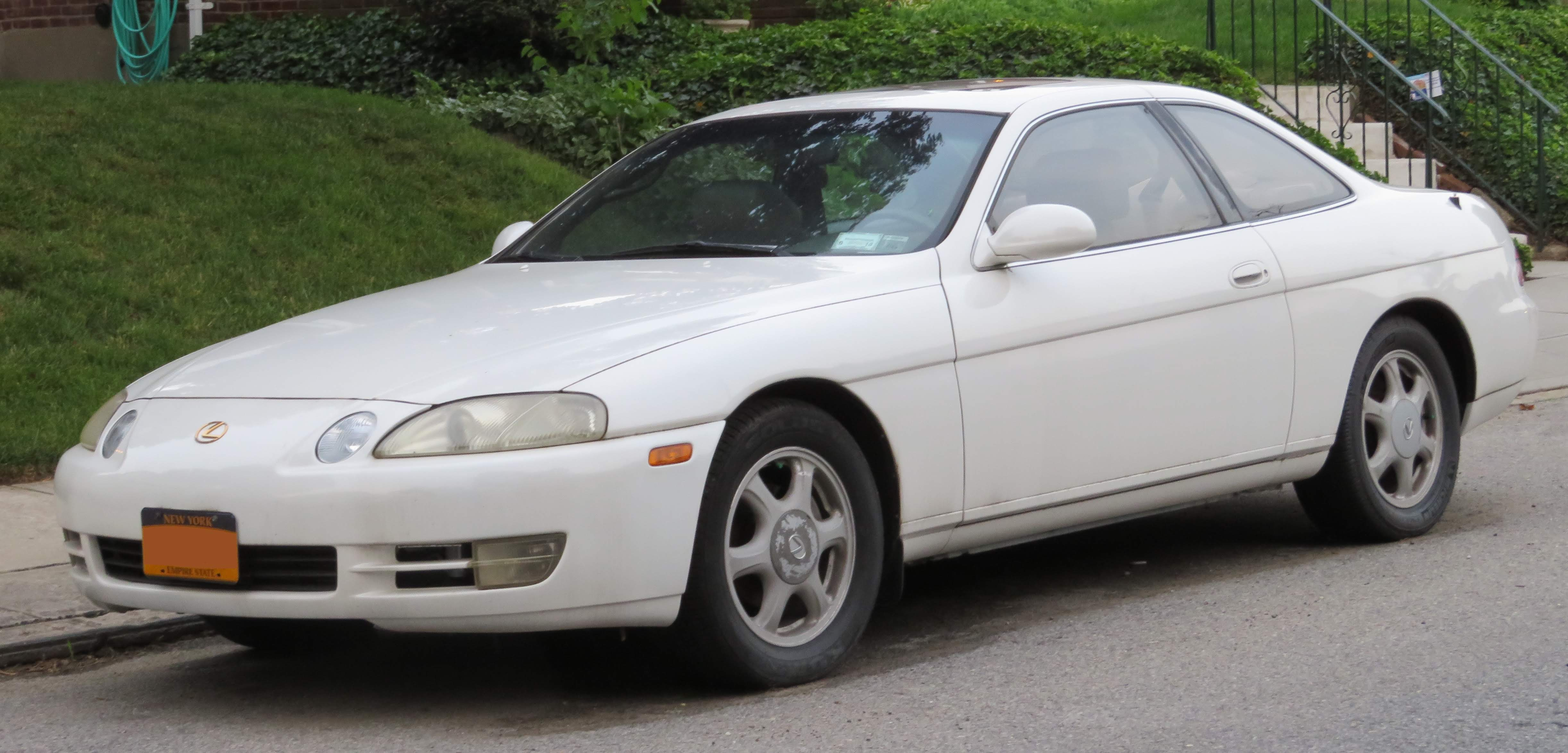
Lexus SC 300
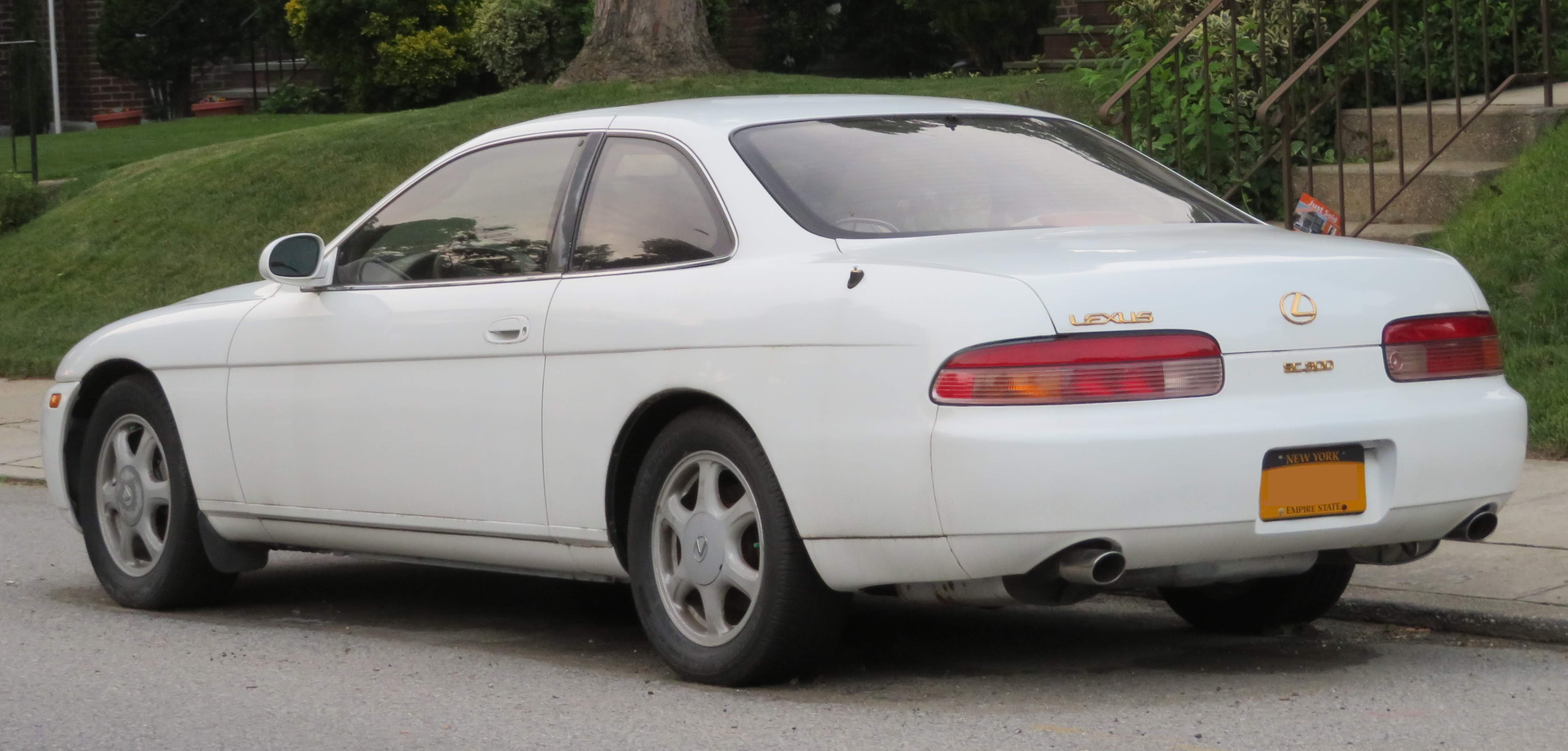
Lexus SC 300, achteraanzicht
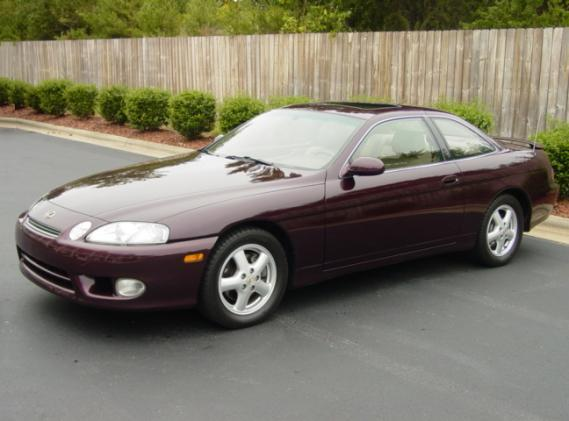
Lexus SC 400
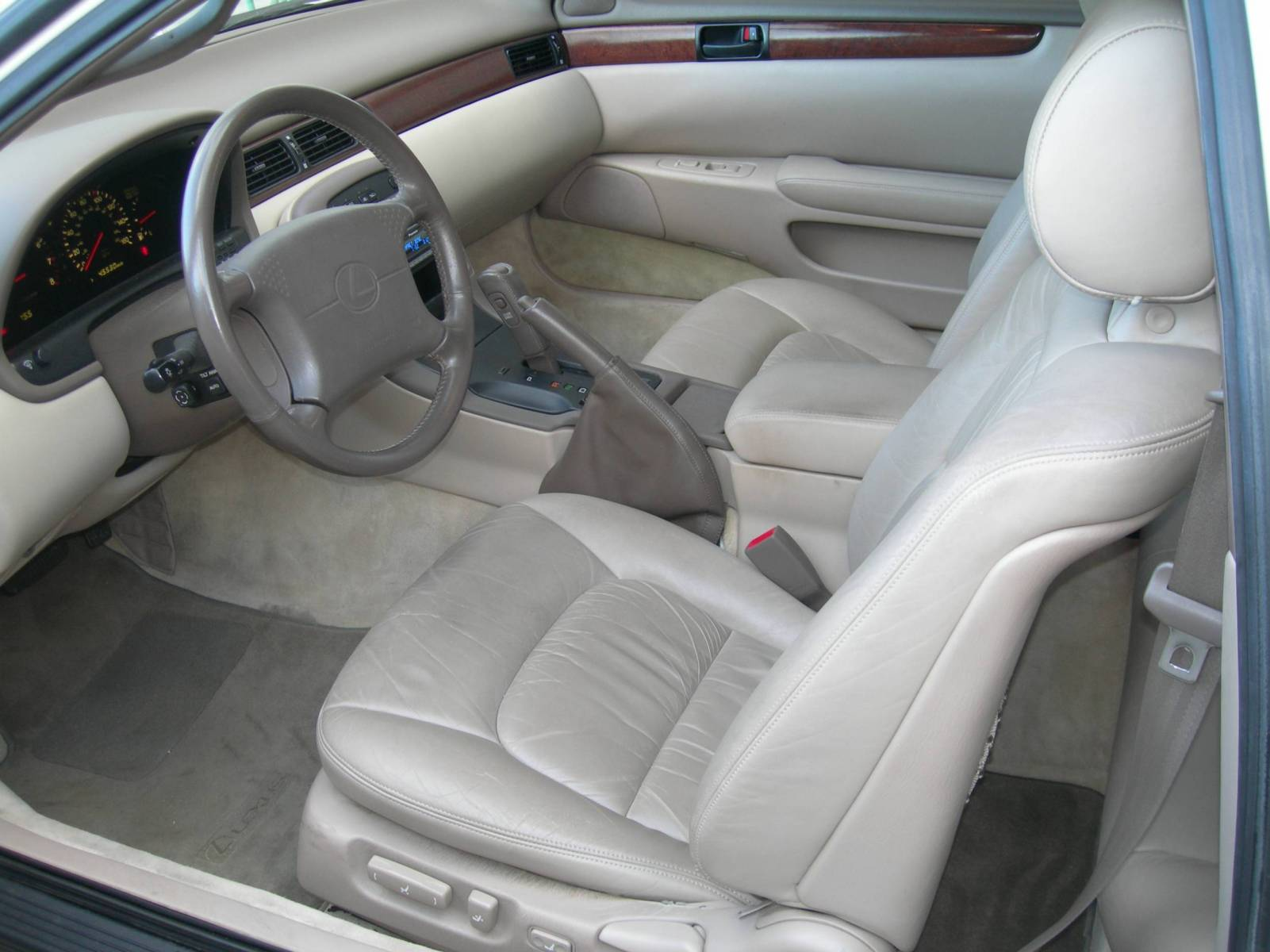
Lexus SC 400, interieur
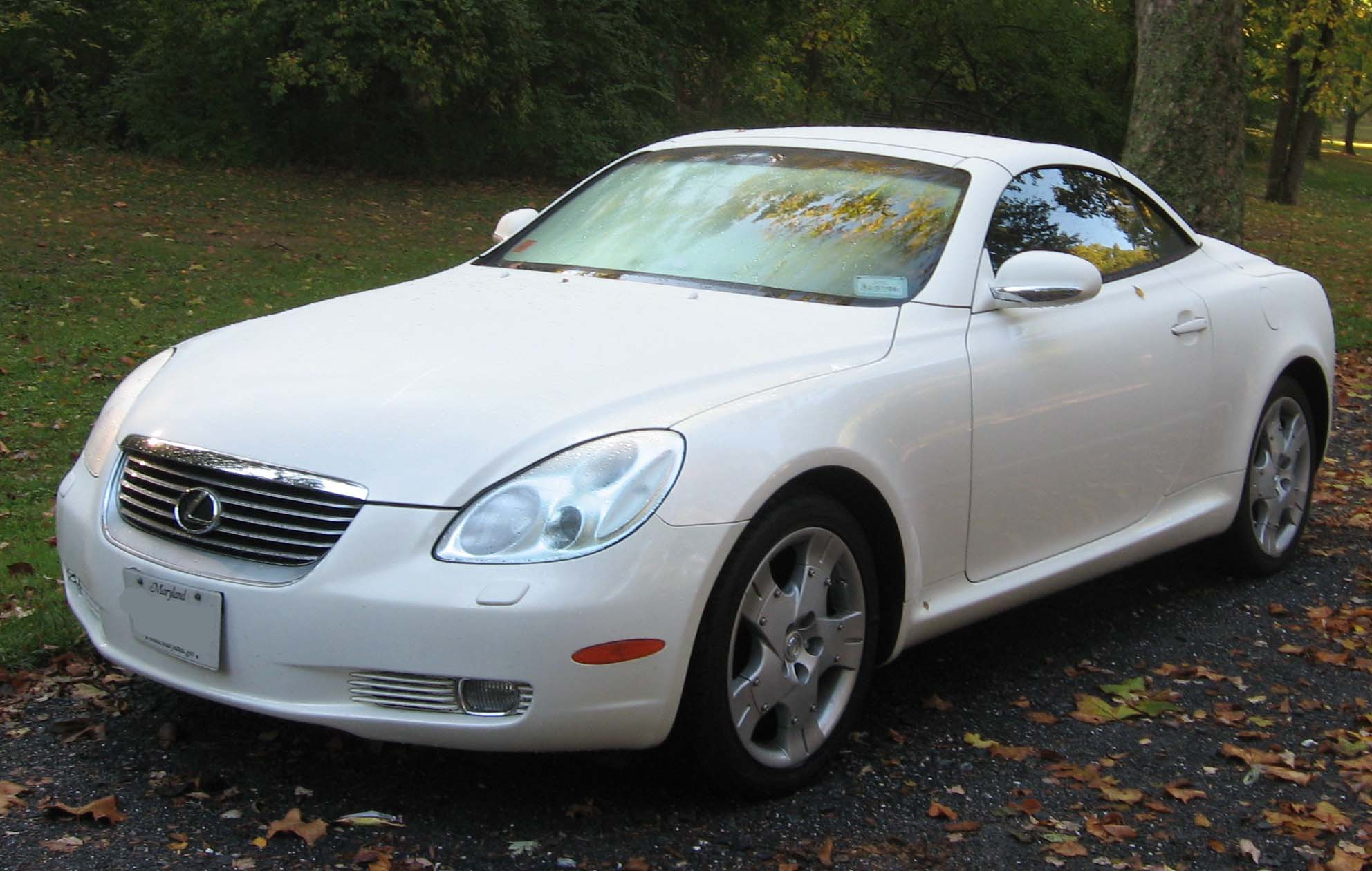
Lexus SC 430
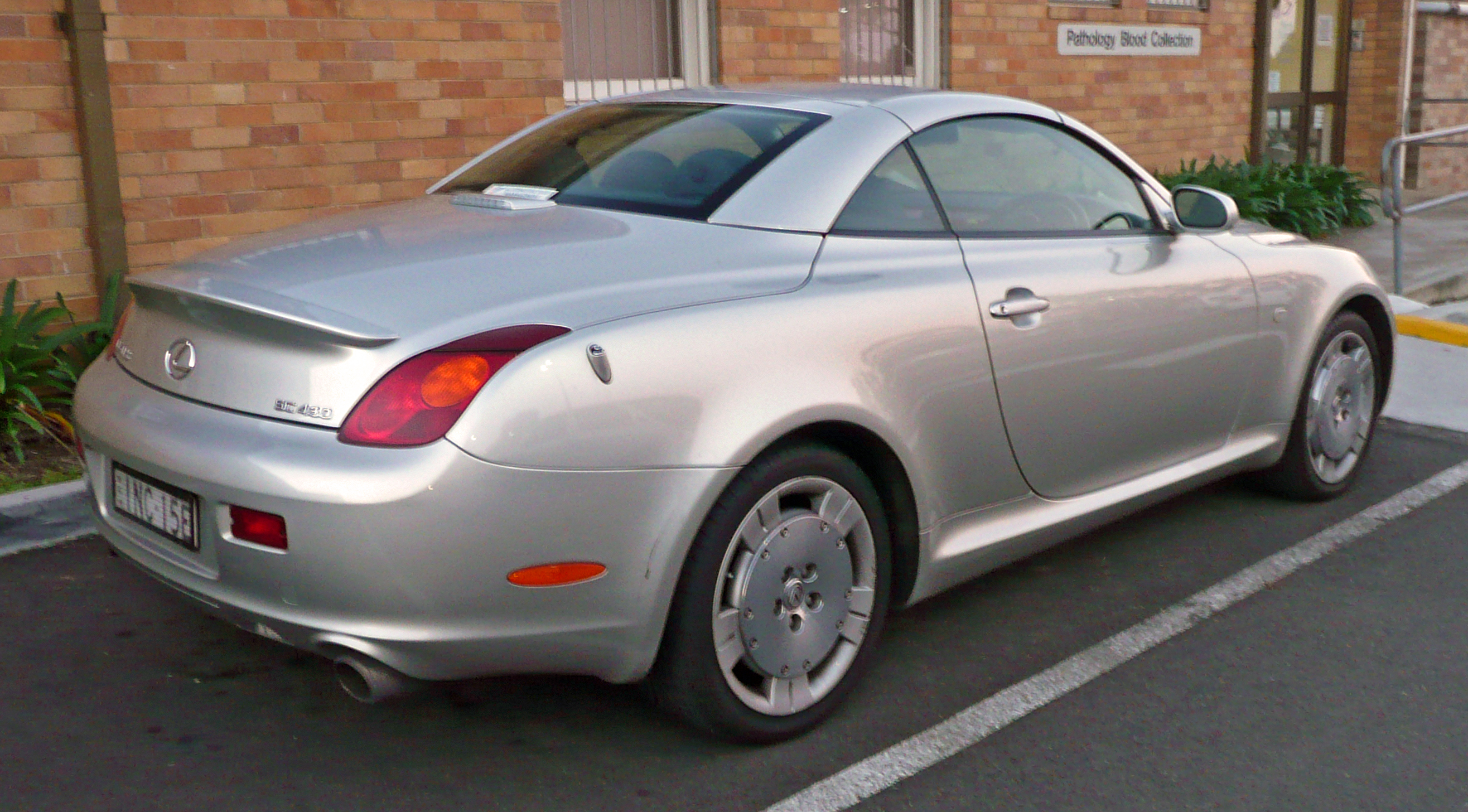
Lexus SC 430, achteraanzicht
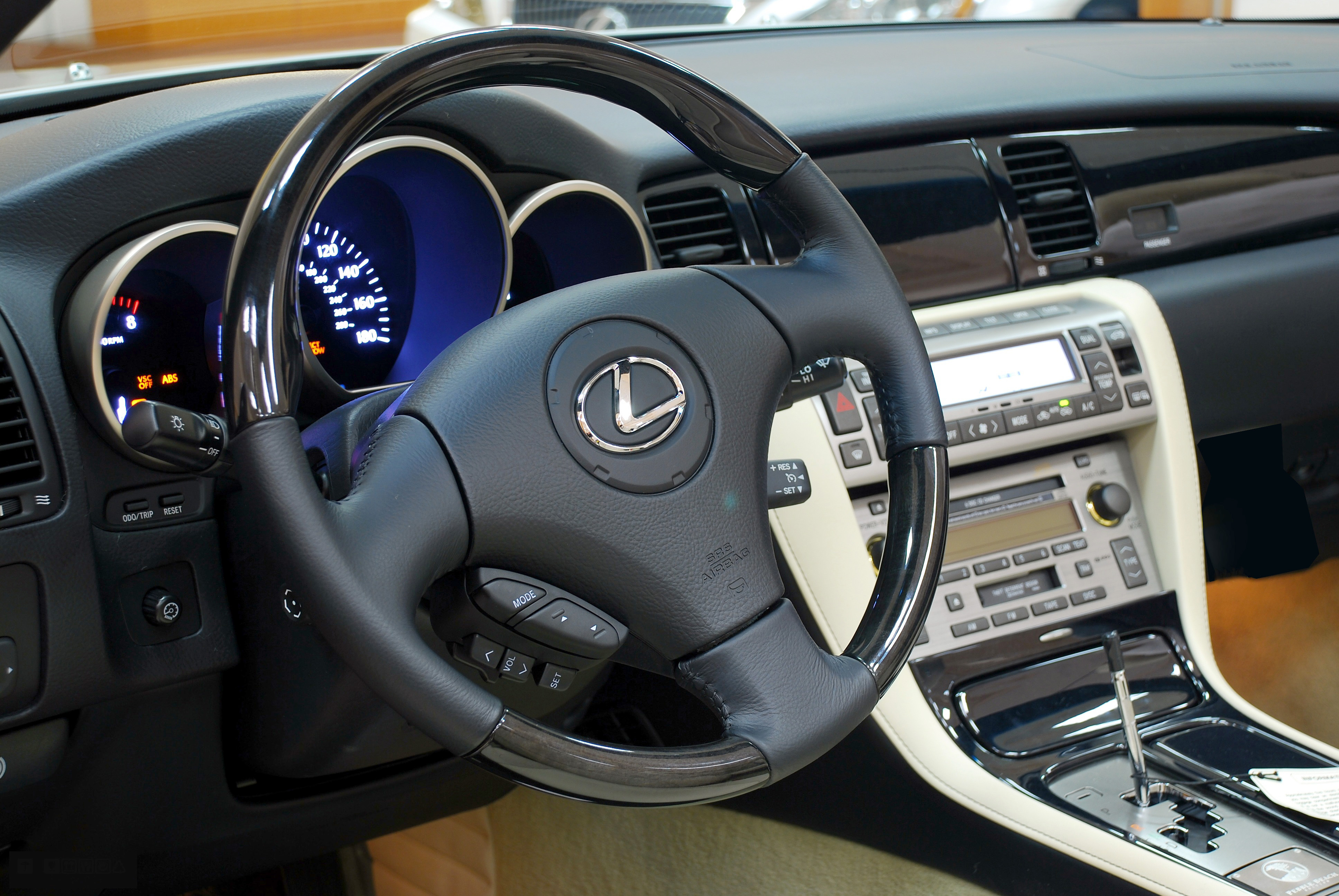
Lexus SC 430, interieur
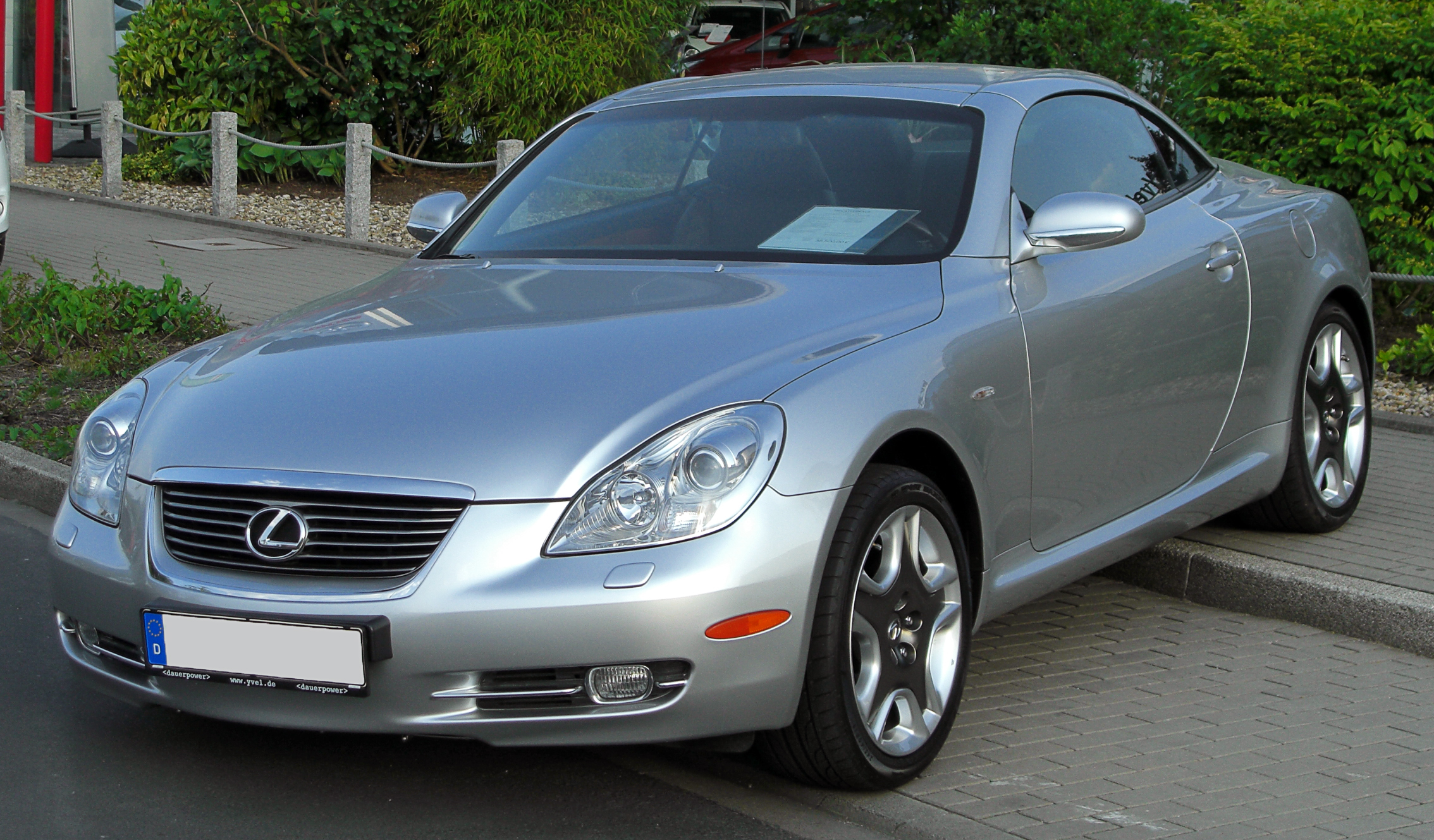
Lexus SC 400, facelift

Leverbaar in Nederland en België: ES · LC · LS · NX · RX · RZ · UX

Alleen leverbaar buiten Nederland en België : CT · GX · IS · LM · LX · RC

Niet meer leverbaar: GS · HS · LFA · SC